# Суводское сельское поселение (Волгоградская область)
Су́водское се́льское поселе́ние — муниципальное образование в Дубовском районе Волгоградской области, административный центр — станица Суводская. 

## История
Суводское сельское поселение образовано Законом Волгоградской области от 14 марта 2005 года № 1026-ОД «Об установлении границ и наделении статусом Дубовского района и муниципальных образований в его составе».

## Население
| 2010 | 2012 | 2013 | 2014 | 2015 | 2016 | 2017 |
| ---- | ---- | ---- | ---- | ---- | ---- | ---- |
| 516  | ↘503 | ↘478 | ↘476 | ↘461 | ↘439 | ↘421 |
| 2018 | 2019 | 2020 | 2021 |      |      |      |
| ↘412 | ↘399 | ↘388 | ↘382 |      |      |      |

## Состав сельского поселения
| № | Населённый пункт | Тип населённого пункта          | Население |
| - | ---------------- | ------------------------------- | --------- |
| 1 | Расстригин       | хутор                           | 66        |
| 2 | Суводская        | станица, административный центр | 450       |